# گرانیت شوول (تگزاس)
گرانیت شوول، تگزاس (به انگلیسی: Granite Shoals, Texas) یک شهر در ایالات متحده آمریکا با جمعیت ۴٬۹۱۰ نفر است که در تگزاس واقع شده‌است.

## موقعیت جغرافیایی
موقعیت جغرافیایی شهرها و مناطق اطراف به شرح زیر است: